# 佳能PowerShot A650 IS
佳能 PowerShot A650 IS是一款佳能数码相机，于2007年8月推出。
A650 IS继承了Canon PowerShot A640的优点，并且加入了在消费级市场日益受到关注的影像稳定器（IS）。A650 IS作为PowerShot A系列拥有最大面积CCD的PowerShot A 6x0系列相机的最新机种，也成为了佳能在消费类数码相机市场的事实旗舰机种。
2007年9月－10月，部分A650 IS出现质量问题，连带影响了正常A650 IS的销售，几乎一夜之间PowerShot A650 IS消失在市面上。

## 主要参数
- 1210万 有效象素
- 6倍光学变焦
- 1/1.7 英寸 CCD
- 2.5寸可旋转液晶屏，分辨率17.3万象素
- 快门：15～1/2000秒
- ISO：80/100/200/400/800/1600
- 9点智能AiAF对焦／面部优先／中央单点
- 有声短片记录（Motion JPEG编码与单声道音频）
- 使用SDHC卡／SD卡／MMC卡作为存储介质
- 使用DIGIC III数字处理芯片
- 使用4节AA电池
- Exif 2.2
- 不带电池约300克

## 退市
2007年9月－10月，部分已经售出的Canon PowerShot A650 IS出现质量问题。
发生问题的相机编号第5个数字为“0”。佳能公司对这一部分的相机进行回收，已售出的则给予免费维修。事件发生后，市面上所有的Canon PowerShot A650 IS都不见了。